# Sanchai Ratiwatana
Sanchai Ratiwatana ([sǎnt͡ɕʰaj ráttìwát]; thailändisch สรรค์ชัย รติวัฒน์, RTGS Sanchai Rattiwat; * 23. Januar 1982 in Bangkok) ist ein thailändischer Tennisspieler.

## Karriere
Sanchai begann seine Karriere 2004. Er spielt hauptsächlich im Doppel, zusammen mit seinem Zwillingsbruder Sonchat. Zusammen konnten sie bisher zwei ATP-Turniere und zahlreiche Challenger-Turniere gewinnen.
Seit 2004 wird er regelmäßig in der thailändischen Davis-Cup-Mannschaft eingesetzt. Er absolvierte 43 Matches im Einzel und Doppel, von denen er 25 gewann.

## Erfolge
| Legende (Anzahl der Siege)  |
| Grand Slam                  |
| ATP World Tour Finals       |
| ATP World Tour Masters 1000 |
| ATP World Tour 500          |
| ATP World Tour 250 (2)      |
| ATP Challenger Tour (48)    |

| ATP-Titel nach Belag |
| Hartplatz (2)        |
| Sand (0)             |
| Rasen (0)            |

### Doppel

#### Turniersiege

##### ATP World Tour
| Nr. | Datum              | Turnier | Belag         | Partner            | Finalgegner                   | Ergebnis         |
| --- | ------------------ | ------- | ------------- | ------------------ | ----------------------------- | ---------------- |
| 1.  | 25. September 2007 | Bangkok | Hartplatz (i) | Sonchat Ratiwatana | Michaël Llodra Nicolas Mahut  | 3:6, 7:5, [10:7] |
| 2.  | 6. Januar 2008     | Chennai | Hartplatz     | Sonchat Ratiwatana | Marcos Baghdatis Marc Gicquel | 6:4, 7:5         |

##### ATP Challenger Tour
| Nr. | Datum              | Turnier                 | Belag         | Partner             | Finalgegner                               | Ergebnis            |
| --- | ------------------ | ----------------------- | ------------- | ------------------- | ----------------------------------------- | ------------------- |
| 1.  | 12. Oktober 2003   | Dharwad                 | Hartplatz     | Sonchat Ratiwatana  | Prakash Amritraj Rik De Voest             | 3:6, 6:3, 7:5       |
| 2.  | 4. April 2004      | Busan (1)               | Hartplatz     | Sonchat Ratiwatana  | Satoshi Iwabuchi Tasuku Iwami             | 6:75, 7:61, 6:4     |
| 3.  | 1. August 2004     | Belo Horizonte          | Hartplatz     | Sonchat Ratiwatana  | Marcos Daniel Iván Miranda                | 6:2, 7:5            |
| 4.  | 28. November 2004  | La Réunion              | Hartplatz     | Sonchat Ratiwatana  | Michel Kratochvil Jiří Vaněk              | kampflos            |
| 5.  | 27. Februar 2005   | Cherbourg-Octeville (1) | Hartplatz (i) | Sonchat Ratiwatana  | Jean-Christophe Faurel Nicolas Renavand   | 6:3, 6:2            |
| 6.  | 23. April 2006     | Chikmagalur             | Hartplatz     | Sonchat Ratiwatana  | Lu Yen-hsun Danai Udomchoke               | 6:3, 6:2            |
| 7.  | 21. Mai 2006       | Fargʻona                | Hartplatz     | Sonchat Ratiwatana  | Alexei Kedrjuk Orest Tereschtschuk        | 6:77, 7:63, [14:12] |
| 8.  | 30. Juli 2006      | Lexington               | Hartplatz     | Sonchat Ratiwatana  | John Isner Colin Purcell                  | 7:65, 4:6, [10:6]   |
| 9.  | 11. März 2007      | Kyōto (1)               | Sand (i)      | Sonchat Ratiwatana  | Rajeev Ram Bobby Reynolds                 | 6:4, 6:3            |
| 10. | 20. Mai 2007       | Sanremo                 | Sand          | Sonchat Ratiwatana  | Steve Darcis Stefan Wauters               | 7:63, 6:3           |
| 11. | 17. Juni 2007      | Lugano                  | Sand          | Sonchat Ratiwatana  | Jean-Claude Scherrer Lovro Zovko          | 6:4, 6:4            |
| 12. | 29. Juli 2007      | Granby                  | Hartplatz (i) | Sonchat Ratiwatana  | Satoshi Iwabuchi Phil Stolt               | 6:2, 7:64           |
| 13. | 18. Januar 2009    | Salinas                 | Hartplatz     | Sonchat Ratiwatana  | Juan Pablo Brzezicki Iván Miranda         | 6:3, 7:64           |
| 14. | 8. Februar 2009    | Breslau                 | Hartplatz (i) | Sonchat Ratiwatana  | Benedikt Dorsch Sam Warburg               | 6:4, 3:6, [10:8]    |
| 15. | 29. Februar 2009   | Melbourne               | Hartplatz     | Sonchat Ratiwatana  | Chen Ti Danai Udomchoke                   | 7:65, 5:7, 10:7     |
| 16. | 19. April 2009     | Mexiko-Stadt            | Hartplatz     | Sonchat Ratiwatana  | Víctor Estrella João Souza                | 6:3, 6:3            |
| 17. | 17. Mai 2009       | Busan (2)               | Hartplatz     | Sonchat Ratiwatana  | Tasuku Iwami Toshihide Matsui             | 6:4, 6:2            |
| 18. | 31. Januar 2010    | Heilbronn               | Hartplatz (i) | Sonchat Ratiwatana  | Mario Ančić Lovro Zovko                   | 6:4, 7:5            |
| 19. | 26. September 2010 | Bangkok                 | Hartplatz     | Sonchat Ratiwatana  | Frederik Nielsen Yūichi Sugita            | 6:3, 7:5            |
| 20. | 7. August 2011     | Peking (1)              | Hartplatz     | Sonchat Ratiwatana  | Harri Heliövaara Michael Ryderstedt       | 6:74, 6:3, [10:3]   |
| 21. | 11. September 2011 | Shanghai (1)            | Hartplatz     | Sonchat Ratiwatana  | Fritz Wolmarans Michael Yani              | 7:64, 6:3           |
| 22. | 23. Oktober 2011   | Seoul                   | Hartplatz     | Sonchat Ratiwatana  | Purav Raja Divij Sharan                   | 6:4, 7:63           |
| 23. | 8. Januar 2012     | Nouméa                  | Hartplatz     | Sonchat Ratiwatana  | Axel Michon Guillaume Rufin               | 6:0, 6:4            |
| 24. | 5. Februar 2012    | Kasan                   | Hartplatz (i) | Sonchat Ratiwatana  | Aljaksandr Bury Mateusz Kowalczyk         | 6:3, 6:1            |
| 25. | 11. März 2012      | Kyōto (2)               | Teppich (i)   | Sonchat Ratiwatana  | Hsieh Cheng-peng Lee Hsin-han             | 7:67, 6:3           |
| 26. | 22. Juli 2012      | Anning                  | Sand          | Sonchat Ratiwatana  | Ruan Roelofse Kittipong Wachiramanowong   | 4:6, 7:61, [13:11]  |
| 27. | 29. Juli 2012      | Wuhan                   | Hartplatz     | Sonchat Ratiwatana  | Adam Feeney Sam Groth                     | 6:4, 2:6, [10:8]    |
| 28. | 5. August 2012     | Peking (2)              | Hartplatz     | Sonchat Ratiwatana  | Yuki Bhambri Divij Sharan                 | 7:63, 2:6, [10:6]   |
| 29. | 9. September 2012  | Shanghai (2)            | Hartplatz     | Sonchat Ratiwatana  | Yuki Bhambri Divij Sharan                 | 6:4, 6:4            |
| 30. | 16. September 2012 | Ningbo                  | Hartplatz     | Sonchat Ratiwatana  | Gong Maoxin Zhang Ze                      | 6:4, 6:2            |
| 31. | 2. März 2013       | Cherbourg-Octeville (2) | Hartplatz (i) | Sonchat Ratiwatana  | Philipp Marx Florin Mergea                | 7:5, 6:4            |
| 32. | 15. Juni 2013      | Nottingham              | Rasen         | Sonchat Ratiwatana  | Purav Raja Divij Sharan                   | 7:65, 6:73, [10:8]  |
| 33. | 7. September 2013  | Shanghai (3)            | Hartplatz     | Sonchat Ratiwatana  | Lee Hsin-han Peng Hsien-yin               | 6:3, 6:4            |
| 34. | 2. März 2014       | Guangzhou               | Hartplatz     | Sonchat Ratiwatana  | Lee Hsin-han Amir Weintraub               | 6:2, 6:4            |
| 35. | 18. Mai 2014       | Busan (3)               | Hartplatz     | Sonchat Ratiwatana  | Jamie Delgado John-Patrick Smith          | 6:4, 6:4            |
| 36. | 10. Mai 2015       | Busan (4)               | Hartplatz     | Sonchat Ratiwatana  | Nam Ji-sung Song Min-kyu                  | 7:62, 3:6, [10:7]   |
| 37. | 14. November 2015  | Kōbe                    | Hartplatz (i) | Sonchat Ratiwatana  | Chen Ti Franko Škugor                     | 6:4, 2:6, [11:9]    |
| 38. | 21. November 2015  | Yokohama                | Hartplatz     | Sonchat Ratiwatana  | Riccardo Ghedin Yi Chu-huan               | 6:4, 6:4            |
| 39. | 17. April 2016     | Gwangju                 | Hartplatz     | Sonchat Ratiwatana  | Frederik Nielsen David O’Hare             | 6:3, 6:2            |
| 40. | 24. September 2016 | Kaohsiung (1)           | Hartplatz     | Sonchat Ratiwatana  | Hsieh Cheng-peng Yi Chu-huan              | 6:4, 7:62           |
| 41. | 16. Oktober 2016   | Ho-Chi-Minh-Stadt       | Hartplatz     | Sonchat Ratiwatana  | Jeevan Nedunchezhiyan Ramkumar Ramanathan | 7:5, 6:4            |
| 42. | 14. Januar 2017    | Bangkok                 | Hartplatz     | Sonchat Ratiwatana  | Sadio Doumbia Fabien Reboul               | 7:64, 7:5           |
| 43. | 25. Februar 2017   | Kyōto (3)               | Hartplatz (i) | Sonchat Ratiwatana  | Ruben Bemelmans Joris De Loore            | 4:6, 6:4, [10:7]    |
| 44. | 18. März 2017      | Shenzhen                | Hartplatz     | Sonchat Ratiwatana  | Hsieh Cheng-peng Christopher Rungkat      | 6:2, 6:75, [10:6]   |
| 45. | 17. Juli 2017      | Winnetka                | Hartplatz     | Christopher Rungkat | Kevin King Bradley Klahn                  | 7:64, 6:2           |
| 46. | 8. Oktober 2017    | Kaohsiung (2)           | Hartplatz     | Sonchat Ratiwatana  | Jonathan Erlich Alexander Peya            | 6:4, 1:6, [10:6]    |
| 47. | 26. November 2017  | Hua Hin                 | Hartplatz     | Sonchat Ratiwatana  | Austin Krajicek Jackson Withrow           | 6:4, 5:7, [10:5]    |
| 48. | 14. Oktober 2018   | Fairfield               | Hartplatz     | Christopher Rungkat | Harri Heliövaara Henri Laaksonen          | 6:0, 7:69           |